# 5. SS-Panzer-Division „Wiking“
Die SS-Division „Wiking“, später SS-Panzergrenadier-Division „Wiking“ und 5. SS-Panzer-Division „Wiking“, war ein militärischer Verband der Waffen-SS im Zweiten Weltkrieg. Die Mannschaften bestanden zum Teil aus Freiwilligen aus den Niederlanden, Belgien und Skandinavien.

## Geschichte

### SS-Division „Wiking“

#### Aufstellung
Die Division wurde am 20. November 1940 als SS-Division „Wiking“ der Waffen-SS in Heuberg aufgestellt.

#### Namensfindung
Ursprünglich wurde die neue Division als SS-Division (mot) „Germania“ mit den Standarten (Regimentern) „Nordland“, „Westland“ und „Germania“ gebildet, doch es wurde entschieden, dass die Division einen anderen Namen tragen müsse als eines ihrer Regimenter. So wurde noch während der Aufstellung entschieden, die neue Division „Wiking“ zu nennen. Die Division wurde am 1. April 1941 als einsatzbereit gemeldet.
Erster Divisionskommandeur wurde SS-Obergruppenführer Felix Steiner. Steiner war bis 1933 Major der Reichswehr und einer der wenigen militärisch geschulten Soldaten, auf die die Waffen-SS beim Aufbau und der Organisation der Kampfdivisionen zurückgreifen konnte.

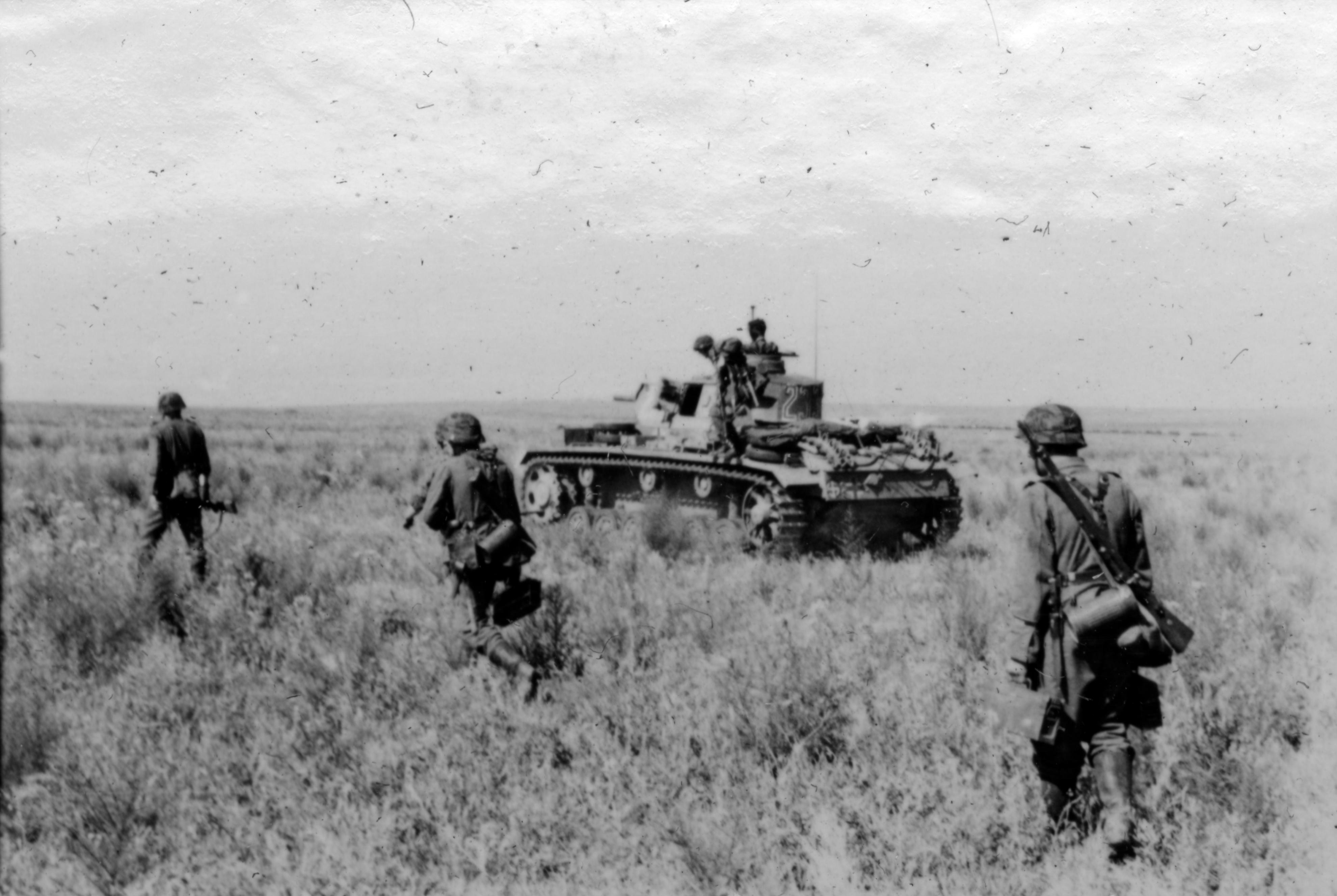
Panzerkampfwagen III der SS-Division Wiking, Ostfront 1942

Lange Zeit wurde die „Wiking“ als Panzergrenadier-Division geführt. Die formale Umgliederung zur Panzer-Division erfolgte im Oktober 1943.

#### Unternehmen Barbarossa
Bei Beginn des Angriffs auf die Sowjetunion war die SS-Division „Wiking“ in der Reserve der Panzergruppe 1 (Kleist) bei der Heeresgruppe Süd im Einsatz. Mit dieser ging der Verband zu Beginn des Deutsch-Sowjetischen Krieges bis November 1941 in Richtung Rostow vor. Am 29. Juni kam es bei Tarnopol zum Einsatz.

##### Rostow
Bei der Schlacht um Rostow wurde der Verband nördlich angrenzend an die in Rostow eingesetzte SS-Division LAH eingesetzt. Ende November waren beide Verbände abgekämpft und hatten schwere Verluste erlitten, so dass man sie gemeinsam mit anderen Verbänden auf eine Linie am Mius zurücknahm.

##### Mius
Hier folgten Abwehrkämpfe bis Ende des Frühjahrs 1942. Während der Zeit am Mius zu Anfang des Jahres 1942 erhielt die Division Ersatz und wurde durch die Zuführung eines Panzerregiments verstärkt, um bei der nächsten Offensive in der ersten Linie eingesetzt zu werden.

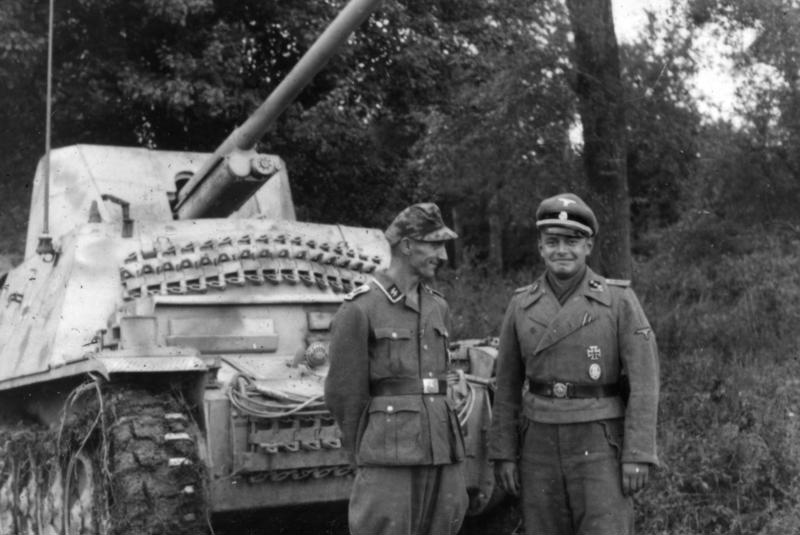
1942 zugeteilte Panzerjäger „Marder II“

Im Juli 1942 erhielt die Division eine Zuteilung neuer Ausrüstung für die eigene Panzerjäger-Abteilung. Es wurden zwölf Sd.Kfz. 132, also Panzerjäger-Selbstfahrlafette I für 7,62-cm-Pak 36 „Marder II“, vom Heereszeugamt übernommen.

##### Sommeroffensive 1942
Gemeinsam mit der 13. Panzer-Division wurde der Verband dem LVII. Panzer-Korps zugeteilt. Am 19. Juli begann die Sommer-Offensive der Wehrmacht im Jahr 1942 als Unternehmen Blau. Mit der Heeresgruppe A nahm die Division an dem Vorstoß auf den Kaukasus teil. Es kam zu harten Kämpfen beim neuerlichen Angriff auf Rostow und dann beim Vorstoß zu den Ölfeldern des Kaukasus. Im September hatte man einen Teil der Ölfelder gewonnen, doch die Division war nicht mehr in der Lage weiter anzugreifen. Die Versorgungslinien waren deutlich zu lang geworden.

### SS-Panzergrenadier-Division „Wiking“
Im November 1942 wurde die Division umbenannt, sie wurde nun als SS-Panzergrenadier-Division „Wiking“ bezeichnet. Die Angriffe wurden offiziell beendet und die Division bezog eine Abwehrstellung entlang des Terek.

#### Unternehmen Zitadelle
Während des Unternehmens Zitadelle im Sommer 1943 lag die Division in Reserve. Als die sowjetische Gegenoffensive bei Orel erfolgte, wurde die Division angesetzt um den Durchbruch der sowjetischen Kräfte abzuriegeln. Die Kräfte der Division konnten gegen die Masse der vorstoßenden sowjetischen Verbände nichts ausrichten und mussten sich zusammen mit den anderen deutschen Verbänden in Südrussland auf den Dnjepr zurückziehen. Die Division ging in Gomel über den Fluss und wurde dann zur Auffrischung auf den Balkan verlegt.

#### Auffrischung 1943
Nach Abschluss der Auffrischung erfolgte ein Rücktransport an die Ostfront.

#### Tscherkassy
Im Dezember 1943 wurde die Division im Raum Tscherkassy wieder an die Front verlegt. Die Division und die benachbarten Verbände hielten die Front, bis am 1. Februar sowjetische Kräfte südlich und nördlich von Korsun-Schewtschenkiwskyj durchbrachen. Es bildete sich der Tscherkassy-Kessel. Da der Entsatzangriff von Westen nicht durchdrang, wurde am 7. Februar die Division Wiking auf den Ort Shenderovka, der zwischen der Entsatzgruppe und dem Kessel lag, angesetzt. Am Abend des 11. Februar griff das Regiment Germania an und hielt den Ort für 5 Tage. Doch der Durchbruch der Entsatzkräfte gelang auch danach nicht, so dass am 16. Februar alle sechs eingeschlossenen Divisionen des Kessels gemeinsam aus dem Kessel ausbrachen. Der Ausbruch gelang, doch die Verluste waren dramatisch; alle Verbände verloren mehr als 30 Prozent ihrer Mannschaften und die gesamte schwere Ausrüstung.

### 5. SS-Panzer-Division „Wiking“
Ironischerweise wurde die Division während der Tscherkassy-Kämpfe in 5. SS-Panzer-Division „Wiking“ umbenannt und zog sich erst in den Raum Kowel und später unter weiteren schweren Verlusten nach Chelm zurück.

#### Verlegung an die nördliche Ostfront
Die geschwächte Division wurde dann gemeinsam mit der SS-Division Totenkopf nach Norden verlegt

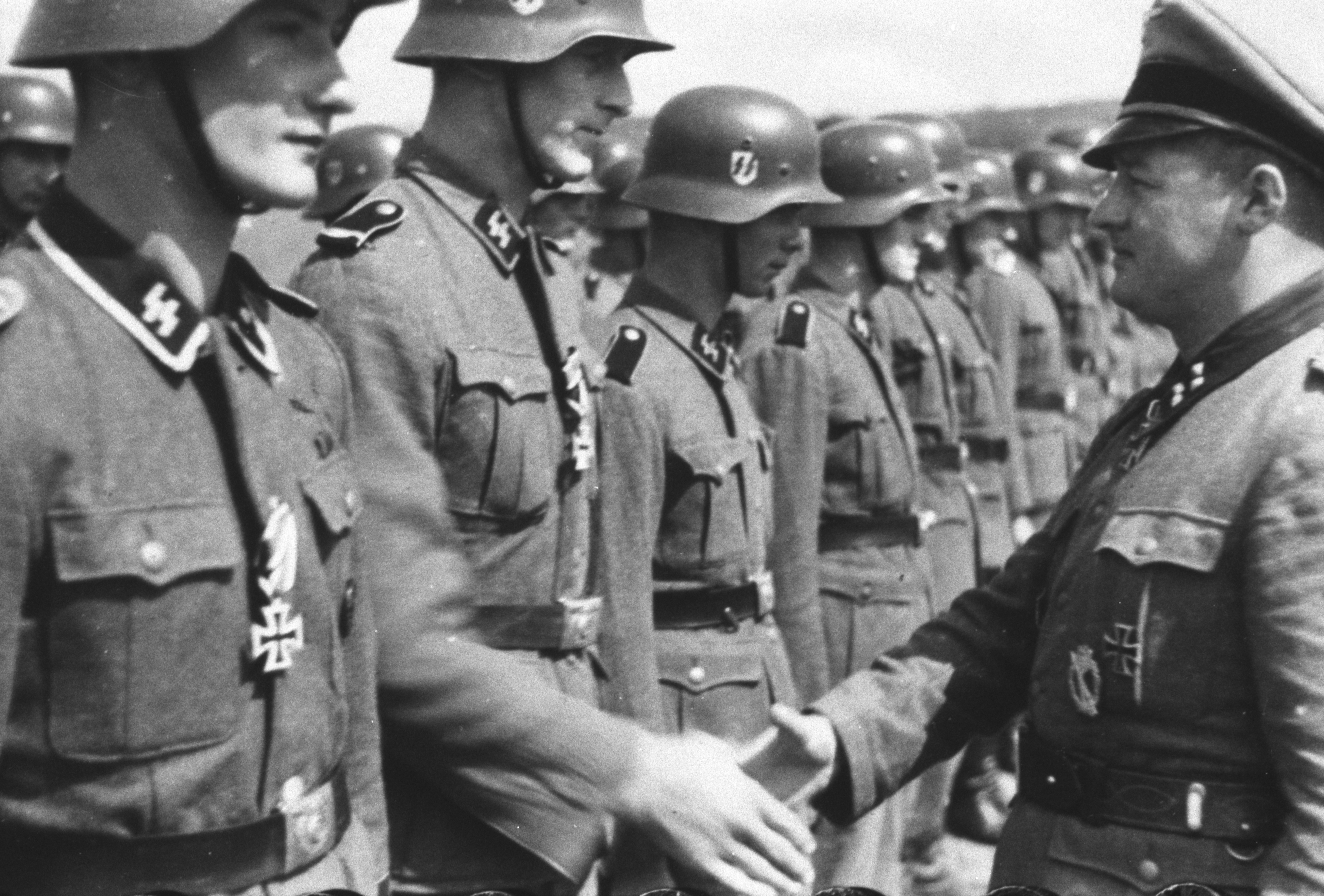
August Dieckmann bei der Verleihung des Eisernen Kreuzes II. Klasse an Soldaten der Division „Wiking“

Am 8. Juli verließ ein Transport mit 21 neuen Jagdpanzern IV für die SS-Panzerjäger-Abteilung 5 der Division das Heereszeugamt.

#### Weichsel 1944
Von Juli bis Oktober 1944 kämpfte die Division als Teil des IV. SS-Panzer-Korps schwere Abwehrkämpfe an der Weichsel (Panzerschlacht vor Warschau) und war teils auch an der grausamen Niederschlagung des Aufstandes in Warschau beteiligt. Ende Oktober wurde das Korps aus der Front herausgezogen und zur Erholung in die Reserve genommen.

#### Verlegung nach Ungarn
Als Mitte Dezember 1944 die erfolgreiche sowjetische Offensive in Ungarn die SS-Kavalleriedivision „Florian Geyer“ und die Überreste des IX. SS-Korps in einen Kessel zwang, wurde das IV. SS-Panzer Korps in diesen Einsatzraum verlegt, damit diese zuerst an der Plattenseeoffensive und nach dem Scheitern der Offensive an der Schlacht um Budapest teilnehmen konnten.

#### Rückzugskämpfe in die Tschechoslowakei
Nachdem die deutschen Truppen des IX. SS-Korps in Budapest am 12. Februar 1945 kapituliert hatten, zog sich die Division auf die Tschechoslowakei zurück. Teils gelangten Kräfte noch nach Österreich, als Wien nicht gehalten werden konnte, zogen sich die Truppen nach Norden und Westen zurück.

### Kapitulation
Die Division stellte mit der allgemeinen Kapitulation der Wehrmacht am 8. Mai 1945 ihre Kampfhandlungen ein.
Die Soldaten gingen oder gerieten insbesondere in Radstadt und Kleinarl (beide im Salzburger Bezirk St. Johann im Pongau) in amerikanische Kriegsgefangenschaft.

## Zusammensetzung
In der „Wiking“ kämpften ausländische Freiwillige aus – wie es im NS-Sprachgebrauch hieß – „germanischen bzw. artverwandten Völkern“ (Flamen, Niederländer, Esten, Wallonen, Dänen, Schweden, Norweger und Finnen). Dieser Anteil betrug jedoch nur unter 10 %, die überwiegende Anteil waren Reichs- und Volksdeutsche. Damit war die „Wiking“ die erste Division der Waffen-SS mit nichtdeutschem Personal. Das Rahmenpersonal bestand aus Reichsdeutschen und wenigen nordischen Offizieren und Unteroffizieren.
Da die Werbung von Freiwilligen weniger Erfolg hatte als erhofft, musste Gottlob Berger neue Wege finden, um die immer höher werdenden Verluste der Waffen-SS zu decken. Eine dieser Maßnahmen war die Herabsetzung der Aufnahmekriterien.

## Kriegsverbrechen
- Im Zuge des deutschen Überfalls auf die Sowjetunion am 22. Juni 1941 ermordeten Angehörige der Division mehrere Hundert Juden. So wird die Division unter anderem für das Massaker im zwischen Ternopil und Lwiw gelegenen Zborow am 11. Juli 1941 verantwortlich gemacht, bei dem 600 jüdische Einwohner als Vergeltung für „sowjetische Grausamkeiten“ ermordet wurden.[4][5]
- Im Zuge der Todesmärsche der jüdischen Häftlinge des Konzentrationslagers Mauthausen und seiner Außenlager im Frühjahr 1945 ermordeten Angehörige der Division zahlreiche geflüchtete oder nicht mehr marschfähige Häftlinge:
- Am 29. März 1945 verübten im burgenländischen Ort Deutsch Schützen zwei oder drei Angehörige der SS-Division Wiking, unter ihnen SS-Oberscharführer Adolf Storms, das Massaker von Deutsch Schützen, dem rund 60 jüdische Zwangsarbeiter, die zu Schanzarbeiten beim Bau des Südostwalls eingesetzt worden waren, zum Opfer fielen.
- Im April 1945 eroberte eine Einheit der SS-Division Wiking den Ort Jennersdorf von der Roten Armee für kurze Zeit zurück und ermordete dort zurückgebliebene erkrankte jüdische Zwangsarbeiter.[6]
- Am 4. April 1945 versuchten 20 Häftlinge des Todesmarschs von Graz zu flüchten und wurden von Angehörigen der SS-Division Wiking aufgegriffen und sofort erschossen.
- Zwischen dem 7. und 11. April 1945 wurden im Raum Prebensdorf 18 entflohene Häftlinge vom dortigen Volkssturm aufgegriffen und der SS-Division Wiking überstellt, die diese ermordete.[7]

## Nach dem Krieg
Nach dem Ende der deutschen Besatzung Norwegens gab es in Norwegen Gerichtsverfahren gegen norwegische SS-Freiwillige (und andere Kollaborateure). Es gab Verurteilungen wegen Landesverrats und der Mitgliedschaft in der Waffen-SS. Nach einem jahrelangen öffentlichen Diskurs in Deutschland und anderen Ländern und dem Vorliegen von Forschungsergebnissen über dortige Verbrechen der Wehrmacht erteilte die norwegische Regierung 2005 einen Recherche-Auftrag; die Ergebnisse wurden 2012 veröffentlicht.

## Gliederung

### SS-Division (mot.) „Wiking“ (1941)
- SS-Regiment „Germania“
- SS-Regiment „Nordland“
- SS-Regiment „Westland“
- SS-Panzer-Artillerie-Regiment 5
- SS-Panzerjäger-Abteilung 5
- SS-Sturmgeschütz-Abteilung 5
  - SS-Sturmgeschütz-Batterie 5
- SS-Flak-Abteilung 5
- SS-Werfer-Abteilung 5
- SS-Panzer-Nachrichten-Abteilung 5
- SS-Panzer-Aufklärungs-Abteilung 5
- SS-Panzer-Pionier-Bataillon 5
- SS-Divisions-Nachschubführer 5
- SS-Instandsetzungs-Abteilung 5
- SS-Wirtschafts-Bataillon 5
- SS-Sanitäts-Abteilung 5
  - SS-Feldlazarett 5
- SS-Kriegsberichter-Zug 5
- SS-Feldgendarmerie-Trupp 5
- SS-Feldersatz-Bataillon 5

### SS-Panzergrenadier-Division „Wiking“ (1942)
- SS-Panzergrenadier-Regiment „Germania“
- SS-Panzergrenadier-Regiment „Nordland“
- SS-Panzergrenadier-Regiment „Westland“
- SS-Panzer-Abteilung „Wiking“
- Artillerie-Regiment 5
- Panzerjäger-Abteilung
- Aufklärungs-Abteilung
- Flak-Abteilung
- Pionier-Bataillon
- Nachrichten-Abteilung
- Feldersatz-Bataillon
- Versorgungseinheiten

### 5. SS-Panzer-Division „Wiking“ (1943)
- SS-Panzer-Regiment 5
- SS-Panzer-Grenadier-Regiment 9 „Germania“
- SS-Panzer-Grenadier-Regiment 10 „Westland“
- SS-Panzer-Grenadier-Regiment „Nordland“
- SS-Panzer-Artillerie-Regiment 5
- SS-Sturmbrigade „Wallonien“
  - estnisches SS-Freiwilligen-Panzergrenadier-Bataillon „Narwa“
  - Finnisches Freiwilligen-Bataillon der Waffen-SS (bis Mai 1943)
- SS-Panzerjäger-Abteilung 5
- SS-Sturmgeschütz-Abteilung 5
  - SS-Sturmgeschütz-Batterie 5
- SS-Flak-Abteilung 5
- SS-Werfer-Abteilung 5
- SS-Panzer-Nachrichten-Abteilung 5
- SS-Panzer-Aufklärungs-Abteilung 5
- SS-Panzer-Pionier-Bataillon 5
- SS-Divisions-Nachschub-Abteilung 5
- SS-Instandsetzungs-Abteilung 5
- SS-Wirtschafts-Bataillon 5
- SS-Sanitäts-Abteilung 5
  - SS-Feldlazarett 5
- SS-Kriegsberichter-Zug 5
- SS-Feldgendarmerie-Trupp 5
- SS-Feldersatz-Bataillon 5
  - I./SS-Panzer-Grenadier-Regiment 23 „Norge“
  - I./SS-Panzer-Grenadier-Regiment 24 „Danmark“

## Kommandeure
- 1. Dezember 1940 bis 1. Mai 1943: SS-Gruppenführer Felix Steiner
- 1. Mai 1943 bis 20. Juli 1944: SS-Gruppenführer und Generalleutnant der Waffen-SS Herbert Otto Gille
- 20. Juli bis 11. August 1944: SS-Standartenführer Eduard Deisenhofer
- 11. August bis 9. Oktober 1944: SS-Standartenführer Johannes-Rudolf Mühlenkamp
- 9. Oktober 1944 bis 5. Mai 1945: SS-Oberführer Karl Ullrich

## Bekannte Divisionsangehörige
- Franz von Bodmann (1908–1945), war Lagerarzt in den Konzentrationslagern Auschwitz, Neuengamme, Lublin-Majdanek, Natzweiler-Struthof und Vaivara
- Heinz Fanslau (1909–1987), war ein verurteilter Kriegsverbrecher
- Willy Frank (1903–1989), war ein verurteilter Kriegsverbrecher
- Heinz Krügel (1921–2008), war ein Fußballtrainer, der 1974 mit dem 1. FC Magdeburg den Europokal der Pokalsieger gewann
- Karl Nicolussi-Leck (1917–2008), war ein italienischer Unternehmer und Kunstsammler
- Andries Jan Pieters (1916–1952), niederländischer Untersturmführer, in den Niederlanden wegen Kriegsverbrechen verurteilt und hingerichtet
- Walter Schmidetzki (1913–nach 1960), war ein verurteilter Kriegsverbrecher
- Adolf Storms (1919–2010), war ein wegen seiner Teilnahme als Haupttäter am Massaker von Deutsch Schützen angeklagter Kriegsverbrecher